# Phacephorus
Phacephorus är ett släkte av skalbaggar. Phacephorus ingår i familjen vivlar.

## Dottertaxa tillPhacephorus, i alfabetisk ordning[1]
- Phacephorus arcuatipennis
- Phacephorus argyrostomus
- Phacephorus beckeri
- Phacephorus bimaculatus
- Phacephorus carinellus
- Phacephorus comparabilis
- Phacephorus decipiens
- Phacephorus hanchaicus
- Phacephorus hirtellus
- Phacephorus inuus
- Phacephorus lethierryi
- Phacephorus murinus
- Phacephorus nasutus
- Phacephorus nebulosus
- Phacephorus niveus
- Phacephorus nubeculosus
- Phacephorus rotundicollis
- Phacephorus russicus
- Phacephorus setosus
- Phacephorus sibiricus
- Phacephorus tessellatus
- Phacephorus turbatus
- Phacephorus umbratus
- Phacephorus variatus
- Phacephorus vilis
- Phacephorus zuberi